# Xã Metal, Quận Franklin, Pennsylvania
Xã Metal (tiếng Anh: Metal Township) là một xã thuộc quận Franklin, tiểu bang Pennsylvania, Hoa Kỳ. Năm 2010, dân số của xã này là 1.866 người.